# Pachamama (geslacht)
Pachamama is een geslacht van vliesvleugeligen uit de familie Trichogrammatidae. De wetenschappelijke naam van dit geslacht is voor het eerst geldig gepubliceerd in 2004 door Owen & Pinto.

## Soorten
Het geslacht Pachamama is monotypisch en omvat slechts de volgende soort:
- Pachamama speciosa Owen & Pinto, 2004